# MDAX
| MDAX             |              |
| Performanceindex |              |
| ISIN             | DE0008467416 |
| WKN              | 846741       |
| Kursindex        |              |
| ISIN             | DE0008467531 |
| WKN              | 846753       |
| 50 Aktien        |              |

Der MDAX, auch M-Dax, (abgeleitet von Mid-Cap-DAX – Mid Cap steht für mittelgroße Unternehmen oder entsprechende Börsenwerte, siehe Nebenwert) ist ein deutscher Aktienindex. Er spiegelt die Entwicklung der 50 größten Unternehmen wider, die hinsichtlich Marktkapitalisierung und Orderbuchumsatz auf die 40 Unternehmen des DAX folgen. Der MDAX ist Teil der weiteren DAX-Indexfamilie.
Am 19. Januar 1996 wurde der MDAX eingeführt, die Indexbasis liegt jedoch wie bei DAX und SDAX bei 1.000 Punkten zum 30. Dezember 1987. Bis zu diesem Basisdatum wird der Index rückgerechnet. Damit ist die Entwicklung der drei Indizes von diesem Zeitpunkt an direkt vergleichbar. Im Zuge einer Neugestaltung ihrer Indizes verkleinerte die Deutsche Börse den zweitwichtigsten deutschen Aktienindex zum 24. März 2003 von 70 auf 50 Werte. Zum September 2018 wurde der MDAX auf 60 Werte erweitert, um einige bisher ausschließlich im TecDAX geführte Unternehmen zusätzlich aufzunehmen. Im September 2021 wurde der MDAX wieder auf 50 Werte verkleinert, da der DAX auf 40 Werte erweitert wurde und damit 10 Unternehmen vom MDAX in den DAX aufstiegen.
Der MDAX wird als Performanceindex und als Kursindex berechnet. Beachtung findet jedoch üblicherweise nur der Performanceindex.

## Kursberechnung
Der Index basiert auf den Kursen des elektronischen Handelssystems Xetra. Seine Berechnung beginnt börsentäglich um 9:00 Uhr MEZ und endet mit den Kursen aus der Xetra-Schlussauktion, die um 17:30 Uhr MEZ startet. Börsentäglich wird im Anschluss an die Xetra-Schlussauktion – zwischen 17:45 Uhr und 20:00 Uhr MEZ – der sogenannte „Late-Index“ L-MDAX berechnet. Dieser Indikator für die Entwicklung der MDAX-Werte nach Xetra-Handelsschluss basiert auf den Kursen des Parketthandels an der Frankfurter Wertpapierbörse. Der L-MDAX wird von der Deutschen Börse AG, dem Betreiber der Frankfurter Wertpapierbörse, berechnet.

## Zusammensetzung

### Grundsätze und aktueller Stand
Die 50 Werte des MDAX stammen aus allen Branchen. Es sind Aktien mittelgroßer deutscher oder überwiegend in Deutschland tätiger Unternehmen (Mid Caps), die nach Marktkapitalisierung des Streubesitzes und nach Börsenumsatz auf die Werte des DAX folgen; eine Voraussetzung für die Aufnahme ist die Zugehörigkeit zum Börsensegment Prime Standard. Gut ein Drittel des MDAX bilden mittelgroße Industrieunternehmen, womit der MDAX die von mittelständischen Industrieunternehmen geprägte deutsche Wirtschaft besser abbildet als der DAX.
Seine Zusammensetzung wird viermal im Jahr (März, Juni, September und Dezember) sowie in besonderen Fällen, beispielsweise bei Fusionen und größeren Neuemissionen aktualisiert. Die Deutsche Börse unterscheidet hierbei zwischen zwei Regelwerken „Regular“ und „Fast“. Die Regular Exit und Regular Entry Regeln werden bei den Überprüfungen im März und September angewandt. Für die Aufnahme gilt dabei die 90/90-Regel, zählt ein Wert also hinsichtlich Marktkapitalisierung und Börsenumsatz zu den 50 größten hinter dem DAX, wird er in den MDAX aufgenommen. Umgekehrt gilt für das Ausscheiden die 100/100-Regel, ein Wert scheidet aus dem MDAX aus, wenn er hinsichtlich Marktkapitalisierung und Börsenumsatz nicht mehr zu den 60 größten hinter dem DAX zählt. Daneben gelten analog bei allen vier jährlichen Überprüfungen der Indexzusammensetzung die weiter gefassten Regeln Fast Entry (85/85) und Fast Exit (105/105).
Die folgende Tabelle zeigt die dem MDAX zugeordneten Unternehmen und ihre Gewichtung mit Stand vom 24. März 2025. Die Tabelle enthält die Daten, wie sie von der Deutschen Börse veröffentlicht werden und maßgebend für die Gewichtung im MDAX sind. Insbesondere ist die Marktkapitalisierung nur auf den von der Deutschen Börse festgestellten Streubesitz bezogen, nicht auf die Gesamtzahl der Aktien. Die Marktkapitalisierung entspricht hier also nicht dem Börsenwert aller Aktien des Unternehmens, sondern nur dem Börsenwert des Streubesitzes.
| Logo | Name                      | Branche                                       | Index-gewichtung in % | Anzahl der Aktien | Streubesitz- Marktkapitalisierung in Mio. € | Sitz                        | im MDAX seit  Wiederkehrer |
| ---- | ------------------------- | --------------------------------------------- | --------------------- | ----------------- | ------------------------------------------- | --------------------------- | -------------------------- |
|      | Aixtron SE                | Maschinenbau, Halbleitertechnik               | 2,98                  | 0113.402.370      | 4.325,62                                    | Herzogenrath                | 24. August 2020            |
|      | Aroundtown S.A.           | Immobilien                                    |                       |                   |                                             | Luxemburg (Luxemburg)       | 18. Dezember 2023          |
|      | Aurubis AG                | Rohstoffe                                     | 1,59                  | 0044.956.723      | 2.307,09                                    | Hamburg                     | 14. Februar 2001           |
|      | Auto1 Group SE            | Elektronischer Handel                         |                       |                   |                                             | München, Berlin             | 23. Dezember 2024          |
|      | Bechtle AG                | IT-Dienstleistung                             | 2,57                  | 0126.000.000      | 3.741,68                                    | Neckarsulm                  | 24. September 2018         |
|      | Bilfinger SE              | Industriedienstleistungen                     |                       |                   |                                             | Mannheim                    | 18. März 2024              |
|      | Carl Zeiss Meditec AG     | Medizintechnik                                | 2,45                  | 0089.440.570      | 3.555,14                                    | Jena                        | 27. Dezember 2018          |
|      | CTS Eventim AG & Co. KGaA | Ticketvertrieb                                | 2,56                  | 0096.000.000      | 3.713,64                                    | München                     | 16. September 2019         |
|      | Delivery Hero SE          | Onlinedienste, Lieferdienst                   | 4,23                  | 0269.536.421      | 6.136,97                                    | Berlin                      | 20. Juni 2022              |
|      | Deutsche Lufthansa AG     | Fluggesellschaft                              | 5,69                  | 1.195.485.644     | 8.267,54                                    | Köln                        | 22. Juni 2020              |
|      | Deutsche Wohnen SE        | Immobilien                                    |                       |                   |                                             | Berlin                      | 27. Dezember 2024          |
|      | DWS Group GmbH & Co. KGaA | Banken und Versicherungen                     |                       |                   |                                             | Frankfurt am Main           | 24. März 2025              |
|      | Evonik Industries AG      | Spezial-Chemieprodukte                        | 2,54                  | 0466.000.000      | 3.695,85                                    | Essen                       | 23. September 2013         |
|      | Evotec SE                 | Biotechnologie                                | 2,09                  | 0177.185.736      | 3.044,43                                    | Hamburg                     | 23. Dezember 2024          |
|      | Flatexdegiro AG           | Finanztechnologie                             |                       |                   |                                             | Frankfurt am Main           | 24. März 2025              |
|      | Fraport AG                | Flughafenbetreiber                            | 1,41                  | 0092.468.704      | 2.056,62                                    | Frankfurt am Main           | 24. September 2001         |
|      | Freenet AG                | Telekommunikation                             | 2,07                  | 0118.900.598      | 3.005,81                                    | Büdelsdorf                  | 24. September 2018         |
|      | Fuchs SE                  | Chemie                                        | 1,84                  | 0069.500.000      | 2.671,54                                    | Mannheim                    | 23. Juni 2008              |
|      | GEA Group AG              | Maschinenbau                                  | 3,51                  | 0180.492.172      | 5.098,68                                    | Düsseldorf                  | 18. November 1996          |
|      | Gerresheimer AG           | Arzneiverpackungen                            | 1,99                  | 0034.540.000      | 2.900,31                                    | Düsseldorf                  | 22. Dezember 2008          |
|      | Hella GmbH & Co. KGaA     | Automobilzulieferer                           | 1,17                  | 0111.111.112      | 1.697,81                                    | Lippstadt                   | 19. September 2022         |
|      | HelloFresh SE             | Lebensmitteleinzelhandel                      | 1,67                  | 0172.734.665      | 2.427,88                                    | Berlin                      | 19. September 2022         |
|      | Hensoldt AG               | Luft- und Raumfahrttechnik, Rüstungsindustrie | 0,85                  | 0105.000.000      | 1.246,59                                    | Taufkirchen (bei München)   | 20. März 2023              |
|      | Hochtief AG               | Bau                                           | 1,53                  | 0077.711.300      | 2.224,49                                    | Essen                       | 10. Mai 2023               |
|      | Hugo Boss AG              | Luxus                                         | 2,75                  | 0070.400.000      | 3.997,45                                    | Metzingen                   | 22. März 1999              |
|      | Jenoptik AG               | Photonik                                      | 0,98                  | 0057.238.115      | 1.427,39                                    | Jena                        | 20. März 2023              |
|      | Jungheinrich AG           | Intralogistik, Maschinenbau                   | 1,10                  | 0048.000.000      | 1.603,20                                    | Hamburg                     | 20. September 2021         |
|      | K+S AG                    | Düngemittel, Salze                            | 1,79                  | 0191.400.000      | 2.599,89                                    | Kassel                      | 21. März 2016              |
|      | Kion Group AG             | Nutzfahrzeuge                                 | 1,87                  | 0131.198.647      | 2.714,83                                    | Frankfurt am Main           | 22. September 2014         |
|      | Knorr-Bremse AG           | Bremssysteme, Schienenfahrzeug-Komponenten    | 2,63                  | 0161.200.000      | 3.825,02                                    | München                     | 18. März 2019              |
|      | Krones AG                 | Maschinenbau                                  |                       |                   |                                             | Neutraubling                | 18. Dezember 2023          |
|      | Lanxess AG                | Chemie                                        | 1,59                  | 0086.346.303      | 2.316,05                                    | Köln                        | 21. September 2015         |
|      | LEG Immobilien AG         | Immobilien                                    | 3,96                  | 0074.109.276      | 5.755,33                                    | Düsseldorf                  | 24. Juni 2013              |
|      | Nemetschek SE             | Software (Bauindustrie)                       | 3,08                  | 0115.500.000      | 4.481,19                                    | München                     | 24. September 2018         |
|      | Nordex SE                 | Anlagenbau                                    | 0,87                  | 0236.450.364      | 1.265,21                                    | Hamburg                     | 27. Februar 2023           |
|      | Puma SE                   | Sportartikel                                  | 3,67                  | 0150.824.640      | 5.325,69                                    | Herzogenaurach              | 19. Dezember 2022          |
|      | Rational AG               | Industrie                                     |                       |                   |                                             | Landsberg am Lech           | 24. Juni 2024              |
|      | Redcare Pharmacy N.V.     | Apotheke                                      | 1,53                  | 0020.203.286      | 2.223,39                                    | Venlo (Niederlande)         | 19. Juni 2023              |
|      | Renk Group                | Maschinenbau, Rüstungsindustrie               |                       |                   |                                             | Augsburg                    | 24. März 2025              |
|      | RTL Group S.A.            | Medien                                        | 0,86                  | 0154.742.806      | 1.247,97                                    | Luxemburg (Luxemburg), Köln | 21. März 2022              |
|      | Scout24 SE                | Online-Marktplätze                            | 3,15                  | 0075.000.000      | 4.570,77                                    | München                     | 18. Juni 2018              |
|      | Ströer SE & Co. KGaA      | Medien                                        | 1,15                  | 0056.691.571      | 1.669,59                                    | Köln                        | 22. Juni 2020              |
|      | TAG Immobilien AG         | Immobilien                                    | 1,55                  | 0175.489.025      | 2.262,05                                    | Hamburg                     | 24. September 2012         |
|      | Talanx AG                 | Versicherungen                                | 2,45                  | 0253.350.943      | 3.556,99                                    | Hannover                    | 29. Oktober 2021           |
|      | TeamViewer SE             | Software                                      | 1,26                  | 0180.000.000      | 1.829,63                                    | Göppingen                   | 23. Dezember 2019          |
|      | Thyssenkrupp AG           | Mischkonzern                                  | 2,13                  | 0622.531.741      | 3.102,07                                    | Essen, Duisburg             | 23. September 2019         |
|      | Traton SE                 | Nutzfahrzeuge                                 |                       |                   |                                             | München                     | 24. Juni 2024              |
|      | TUI AG                    | Touristik                                     |                       |                   |                                             | Berlin, Hannover            | 24. Juni 2024              |
|      | United Internet AG        | Internet-Provider, Dienstleistungen           | 1,07                  | 0192.000.000      | 1.553,43                                    | Montabaur                   | 18. September 2023         |
|      | Wacker Chemie AG          | Chemie                                        | 1,36                  | 0052.152.600      | 1.983,73                                    | München                     | 21. September 2020         |

1. ↑  als Norddeutsche Affinerie
2. ↑  als Metallgesellschaft

Da der MDAX nach Marktkapitalisierung gewichtet ist, ändert sich die Gewichtung der einzelnen Aktien mit jeder Neuberechnung des MDAX.

### Zusammensetzungshistorie
Verglichen mit dem DAX ändert sich die Zusammensetzung des MDAX häufiger, von den 70 Gründungsmitgliedern ist nur noch die GEA Group durchgängig im MDAX vertreten, wenn auch nicht durchgängig mit allen ausstehenden Aktien: 1999 übernahm die bereits seit 1996 im MDAX notierte Metallgesellschaft die Mehrheit an der GEA AG, worauf diese aus dem MDAX ausschied, aber nunmehr mehrheitlich in der Metallgesellschaft beinhaltet war. Die freien Altaktionäre der GEA wurden erst 2004 zwangsabgefunden (so dass dieser Aktienanteil zwischen 1999 und 2004 nicht im MDAX vertreten war). Die Metallgesellschaft nannte sich 2000 in mg technologies und diese 2005 in GEA Group um. Von den Gründungsmitgliedern aktuell (Stand: März 2024) vertreten, aber nicht durchgängig seit Beginn des MDAX, sind Bilfinger (nicht von 2017 bis 2024), Gerresheimer (nicht von 2000 bis 2008, von 2003 bis 2007 sogar delistet), Hochtief (nicht von September 2021 bis Mai 2023) und Jungheinrich (nicht von 2003 bis 2014).

## Geschichte

### Historischer Überblick
Wie bei DAX und SDAX beträgt der normierte Indexstand des MDAX 1.000 Punkte zum 30. Dezember 1987. Am 29. Januar 1988 erreichte der MDAX mit 914,47 Punkten seinen rechnerisch tiefsten Wert. Es folgte eine Phase äußerst stark ansteigender Indexnotierungen bis auf 2.736,23 Punkte am 19. Juli 1990. Anschließend fiel der Index bis zum 5. Oktober 1992 auf 1.670,98 Punkte zurück. Erst am 2. August 1995 konnte das Hoch aus dem Jahr 1990 übertroffen werden.
Am Tag seiner Einführung am 19. Januar 1996 schloss der MDAX bei 2.648,44 Punkten und stieg daraufhin weiter an. Am 20. Juli 1998 erreichte der MDAX mit 4.877,78 Punkten bereits seinen bis dahin höchsten Schlusskurs. Die Nachwirkungen der Asienkrise ließen den Index bis zum 8. Oktober 1998 auf 3.324,53 Punkte abstürzen. Dies war ein Rückgang um 31,8 % innerhalb von weniger als drei Monaten. Erst am 7. August 2000 übertraf er diesen Höchststand wieder.
Am 2. November 2000 schloss der MDAX erstmals über der Marke von 5.000 Punkten, bereits am 2. Oktober 2000 hatte er diese Marke im Verlauf durchbrochen. Der 8. November 2000 markierte einen neuen Höhepunkt, er erreichte 5.078,88 Punkte im Handelsverlauf und schloss mit 5.069,82 Punkten. Danach trafen den Index die Folgen der geplatzten Dotcom-Blase. Bis zum 12. März 2003 brach der MDAX auf 2.646,89 Punkte ein, der tiefste Stand seit 1996. Somit summierte sich der Kursrückgang gegenüber dem Höchststand im Jahr 2000 auf 47,8 %.
Nach diesem Tiefpunkt setzte der MDAX zu einer langen Rally an. Am 28. Juni 2004 übertraf er seine alten Höchststände aus dem Jahr 2000. Die Marke von 10.000 Punkten durchbrach der MDAX am 8. Februar 2007 im Verlauf und am 13. Februar auf Schlusskursbasis. Am 9. Juli 2007 schloss er mit 11.377,94 Punkten und stieg am 13. Juli 2007 im Verlauf bis auf 11.493,68 Punkte – gegenüber 2003 eine Steigerung um 329,8 %.
Im Verlauf der internationalen Finanzkrise stürzte der MDAX in noch nicht gekanntem Ausmaß ab. Mit 4.163,42 Punkten markierte er am 6. März 2009 den tiefsten Stand seit Oktober 2003. Gegenüber Sommer 2007 verlor er somit 63,4 %. Dieser Tag markierte das Ende der Talfahrt. In der Folgezeit verzeichnete der Index enorme Kursgewinne. Die Marke von 10.000 Punkten erreichte der MDAX am 21. Dezember 2010 erneut und beendete am 7. Juli 2011 mit 11.187,04 Punkten den Handel. Dies bedeutet eine Kurssteigerung von 168,7 % seit dem Tief 2009. Im Rahmen der Eurokrise fiel der MDAX abermals zurück und schloss am 4. Oktober 2011 nur noch bei 7.783,14 Punkten. Somit ergibt sich ein Verlust von 30,4 % in gerade einmal drei Monaten.
Die Ankündigungen lockerer Geldpolitik und neuer Anleihekaufprogramme der Europäischen Zentralbank und der US-Notenbank verhalfen dem MDAX in der Folgezeit zu einer Rally, die ohne wesentliche Unterbrechung bis zum Herbst 2017 anhielt. Am 17. Oktober 2012 stellte der MDAX sein bisherigen Allzeithöchststand aus dem Jahr 2007 ein – als erster unter den wichtigsten deutschen Aktienindizes erreichte er wieder das Niveau der Vorkrisenzeit. Seitdem erreichte der MDAX laufend neue Allzeithöchststände. Über die Marke von 20.000 Punkten sprang der MDAX erstmals am 27. Februar 2015. Zum aktuellen Höchststand vom 27. Oktober 2017 betrug die Performance 243,2 % seit Oktober 2011 und 541,6 % seit März 2009. Obwohl MDAX und DAX auf den gleichen Indexstartwert für 30. Dezember 1987 normiert sind, notiert der MDAX mittlerweile in etwa doppelt so hoch wie der DAX.

### Etappen
Die Tabelle zeigt das erstmalige Überschreiten der jeweils nächsten 1.000-Punkte-Marke auf Schlusskursbasis des bis 1987 zurückgerechneten MDAX.
| Erster Schlussstand über | Schlussstand in Punkten | Datum              |
| ------------------------ | ----------------------- | ------------------ |
| 1.000                    | 1.000,00                | 30. Dezember 1987  |
| 2.000                    | 2.003,06                | 21. September 1989 |
| 3.000                    | 3.003,09                | 9. Oktober 1996    |
| 4.000                    | 4.014,65                | 8. Juli 1997       |
| 5.000                    | 5.001,54                | 2. November 2000   |
| 6.000                    | 6.007,06                | 7. Juni 2005       |
| 7.000                    | 7.031,72                | 26. September 2005 |
| 8.000                    | 8.041,89                | 27. Januar 2006    |
| 9.000                    | 9.004,48                | 5. Mai 2006        |
| 10.000                   | 10.026,44               | 13. Februar 2007   |
| 11.000                   | 11.054,06               | 31. Mai 2007       |
| 12.000                   | 12.008,57               | 18. Dezember 2012  |
| 13.000                   | 13.003,14               | 13. Februar 2013   |
| 14.000                   | 14.055,53               | 15. Mai 2013       |
| 15.000                   | 15.004,19               | 16. September 2013 |

| Erster Schlussstand über | Schlussstand in Punkten | Datum             |
| ------------------------ | ----------------------- | ----------------- |
| 16.000                   | 16.006,94               | 1. November 2013  |
| 17.000                   | 17.015,48               | 2. Juni 2014      |
| 18.000                   | 18.021,98               | 21. Januar 2015   |
| 19.000                   | 19.104,88               | 5. Februar 2015   |
| 20.000                   | 20.092,01               | 27. Februar 2015  |
| 21.000                   | 21.113,55               | 16. März 2015     |
| 22.000                   | 22.066,15               | 21. Dezember 2016 |
| 23.000                   | 23.032,20               | 10. Februar 2017  |
| 24.000                   | 24.010,40               | 5. April 2017     |
| 25.000                   | 25.027,94               | 4. Mai 2017       |
| 26.000                   | 26.084,79               | 2. Oktober 2017   |
| 27.000                   | 27.026,85               | 30. November 2017 |
| 28.000                   | 28.254,40               | 16. Dezember 2019 |
| 29.000                   | 29.190,54               | 11. Februar 2020  |
| 30.000                   | 30,205,17               | 17. Dezember 2020 |

| Erster Schlussstand über | Schlussstand in Punkten | Datum            |
| ------------------------ | ----------------------- | ---------------- |
| 31.000                   | 31.059,88               | 5. Januar 2021   |
| 32.000                   | 32.037,68               | 2. Februar 2021  |
| 33.000                   | 33.042,33               | 16. Februar 2021 |
| 34.000                   | 34.017,59               | 11. Juni 2021    |
| 35.000                   | 35.163.22               | 23. Juli 2021    |
| 36.000                   | 36.010,94               | 18. August 2021  |

### Jährliche Entwicklung
| Jahr | Schlussstand in Punkten | Veränderung in Punkten | Veränderung in % |
| ---- | ----------------------- | ---------------------- | ---------------- |
| 1987 | 1.000,00                |                        |                  |
| 1988 | 1.362,14                | 362,14                 | 36,21 %          |
| 1989 | 2.131,93                | 769,79                 | 56,51 %          |
| 1990 | 2.104,43                | −27,50                 | −1,29 %          |
| 1991 | 1.963,72                | −140,71                | −6,69 %          |
| 1992 | 1.712,45                | −251,27                | −12,80 %         |
| 1993 | 2.485,29                | 772,84                 | 45,13 %          |
| 1994 | 2.488,53                | 3,24                   | 0,13 %           |
| 1995 | 2.561,89                | 73,36                  | 2,95 %           |
| 1996 | 2.957,83                | 395,94                 | 15,45 %          |
| 1997 | 3.684,18                | 726,35                 | 24,56 %          |
| 1998 | 3.905,45                | 221,27                 | 6,01 %           |
| 1999 | 4.103,82                | 198,37                 | 5,08 %           |
| 2000 | 4.675,34                | 571,52                 | 13,93 %          |
| 2001 | 4.326,12                | −349,22                | −7,47 %          |
| 2002 | 3.024,82                | −1.301,30              | −30,08 %         |
| 2003 | 4.469,23                | 1.444,41               | 47,75 %          |
| 2004 | 5.375,74                | 906,51                 | 20,28 %          |
| 2005 | 7.311,53                | 1.935,79               | 36,01 %          |

| Jahr | Schlussstand in Punkten | Veränderung in Punkten | Veränderung in % |
| ---- | ----------------------- | ---------------------- | ---------------- |
| 2006 | 9.404,89                | 2.093,36               | 28,63 %          |
| 2007 | 9.864,62                | 459,73                 | 4,89 %           |
| 2008 | 5.601,91                | −4.262,71              | −43,21 %         |
| 2009 | 7.507,04                | 1.905,13               | 34,01 %          |
| 2010 | 10.128,12               | 2.621,08               | 34,91 %          |
| 2011 | 8.897,81                | −1.230,31              | −12,15 %         |
| 2012 | 11.914,37               | 3.016,56               | 33,90 %          |
| 2013 | 16.574,45               | 4.660,08               | 39,11 %          |
| 2014 | 16.934,85               | 360,40                 | 2,17 %           |
| 2015 | 20.774,62               | 3.839,77               | 22,67 %          |
| 2016 | 22.188,94               | 1.414,32               | 6,81 %           |
| 2017 | 26.200,77               | 4.011,83               | 18,08 %          |
| 2018 | 21.588,09               | −4.612,68              | −17,61 %         |
| 2019 | 28.312,80               | 6.724,71               | 31,15 %          |
| 2020 | 30.796,26               | 2.483,46               | 8,77 %           |
| 2021 | 35.123,25               | 4.326,99               | 14,05 %          |
| 2022 | 25.117,57               | −10.005,68             | −28,49 %         |
| 2023 | 27.137,30               | 2.019,73               | 8,04 %           |
| 2024 | 25.589,06               | −1.548,24              | −5,71 %          |

### Höchststände
|                                       | Punkte    | Datum                         |
| ------------------------------------- | --------- | ----------------------------- |
| Performanceindex im Handelsverlauf    | 36.428,86 | Donnerstag, 2. September 2021 |
| Performanceindex auf Schlusskursbasis | 36.275,62 | Donnerstag, 2. September 2021 |
| Kursindex auf Schlusskursbasis        | 19.001,33 | Donnerstag, 2. September 2021 |